# ルイ・ド・ロレーヌ (1641-1718)

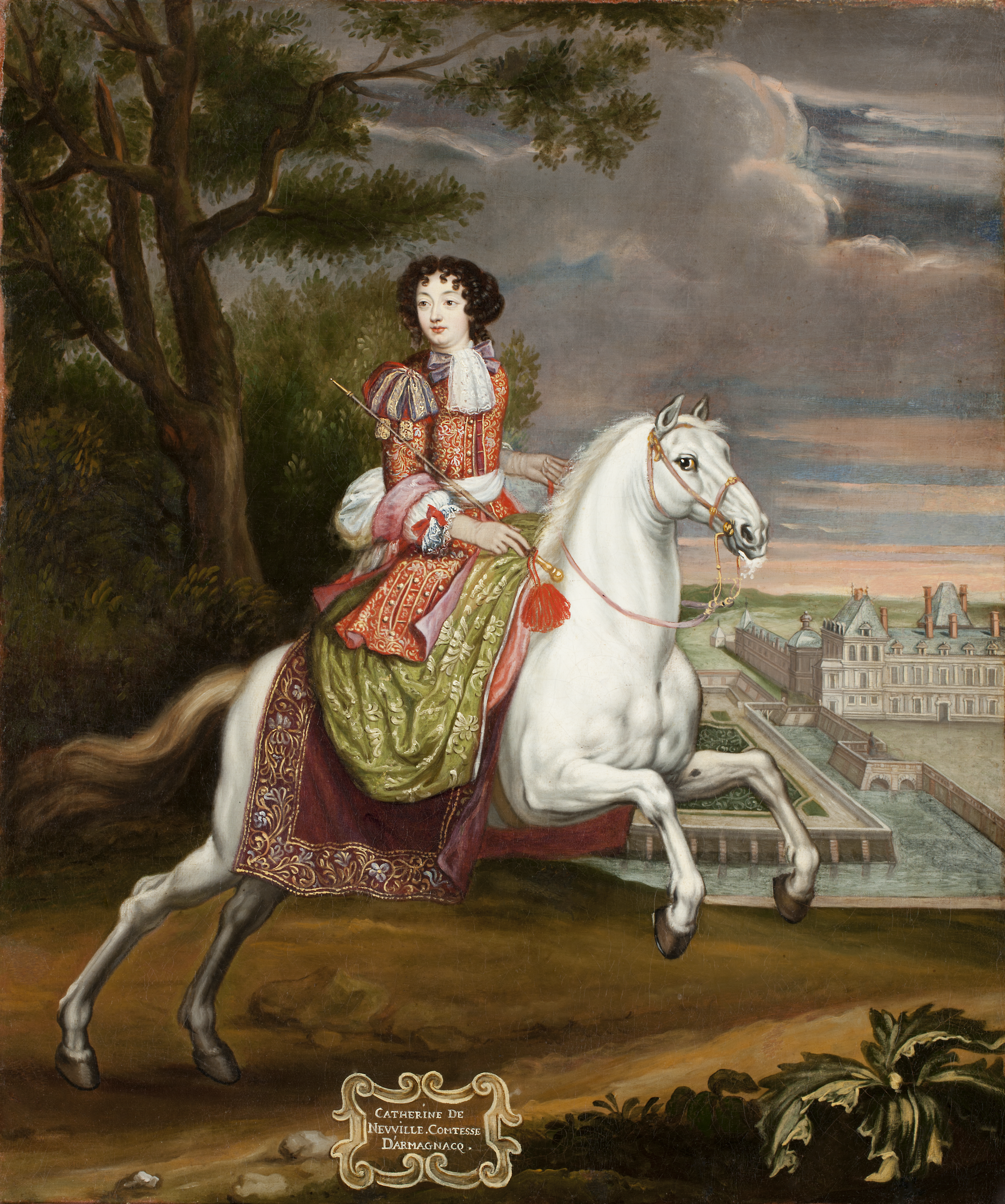
乗馬中のアルマニャック伯爵夫人カトリーヌ、ジョゼフ・パロセル（Joseph Parrocel）画

ルイ・ド・ロレーヌ（Louis de Lorraine, comte d'Armagnac, 1641年12月7日 - 1718年6月13日）は、ブルボン朝時代のフランスの宮廷貴族、廷臣。アルマニャック伯。

## 生涯
アルクール伯アンリとその妻のマルグリット・フィリップ・デュ・カンブの間の長男として生まれた。父の死後、その王室厩舎長の職を引き継いだ。1660年、ヴィルロワ公ニコラ・ド・ヌフヴィルの娘カトリーヌ・ド・ヌフヴィルと結婚し、間に14人の子女をもうけた。死後、息子の1人が修道院長を務めるパリ南郊のロワイヨモン修道院（ヴァル＝ドワーズ県アニエール＝シュル＝オワーズに埋葬された。

## 子女
- アンリ（1661年 - 1713年） - ブリオンヌ伯
- マルグリット（1662年 - 1730年） - 1675年初代カダヴァル公爵ヌノ・アルヴァレシュ・ペレイラ・デ・メロと結婚
- フランソワーズ（1664年生、夭折）
- フランソワ・アルマン（1665年 - 1728年） - ロワイヨモン修道院長
- カミーユ（1666年 - 1715年） - シャミイ伯
- アルマンド（1668年 - 1681年）
- イザベル（1671年生、夭折）
- フィリップ（1673年 - 1677年）
- マリー（1674年 - 1724年） - 1688年モナコ公アントワーヌ1世と結婚
- ルイ・アルフォンス（1675年 - 1704年） - マラガの海戦で戦死
- シャルロット（1678年 - 1757年）
- アンヌ・マリー（1680年 - 1712年）
- マルグリット（1681年生、夭折）
- シャルル（1684年 - 1751年） - アルマニャック伯